# Архиепархия Манауса
Архиепархия Манауса (лат. Archidioecesis Manaënsis) — архиепархия Римско-католической церкви с центром в городе Манаус, Бразилия. В митрополию Манауса входят епархии Алту-Солимойнса, Борбы, Коари, Паринтинса, Рораймы, Сан-Габриел-да-Кашуэйры, Территориальная прелатура Итакуатиары, Территориальная прелатура Тефе. Кафедральным собором архиепархии Манауса является церковь Непорочного Зачатия Пресвятой Девы Марии.

## История
27 апреля 1892 года Римский папа Лев XIII издал буллу «Ad universas orbis», которой учредил епархию Манауса, выделив её из епархии Белен-до-Пара. Первоначально епархия Манауса входила в митрополию Сан-Салвадора-да-Баия.
16 февраля 1952 года Римский папа Пий XII выпустил буллу «Ob illud»,  возведя  её в ранг архиепархии.

## Ординарии архиепархии
- епископ José Lourenço da Costa Aguiar (1894—1905);
- епископ Frederico Benício de Souza e Costa (1907—1914);
- епископ João Irineu Joffily (1916—1924);
- епископ José Maria Perreira Lara (1924);
- епископ Basilio Manuel Olimpo Pereira (1925—1941);
- епископ João da Matha de Andrade e Amaral (1941—1948);
- архиепископ Alberto Gaudêncio Ramos (1948—1957);
- архиепископ João de Souza Lima (1958—1980);
- архиепископ Milton Corrêa Pereira (1981—1984);
- архиепископ Clóvis Frainer (1985—1991);
- архиепископ Luiz Soares Vieira (13.11.1991 — 12.12.2012).
- архиепископ Sérgio Eduardo Castriani (12.12.2012 — 27.11.2019, в отставке);
- кардинал Леонардо Ульрич Стайнер, O.F.M. (27.11.2019 — по настоящее время).

## Источник
- Annuario Pontificio, Libreria Editrice Vaticana, Città del Vaticano, 2003, ISBN 88-209-7422-3
- Булла Ad universas orbis, Sanctissimi Domini nostri Leonis papae XIII allocutiones, epistolae, constitutiones aliaque acta praecipua, Vol. V (1891-1894), Bruges 1897, pp. 56-65  (лат.)
- Булла Ob illud, AAS 44 (1952), p. 606 Архивная копия от 3 февраля 2020 на Wayback Machine  (лат.)